# Carlos Prieto (Cellist)

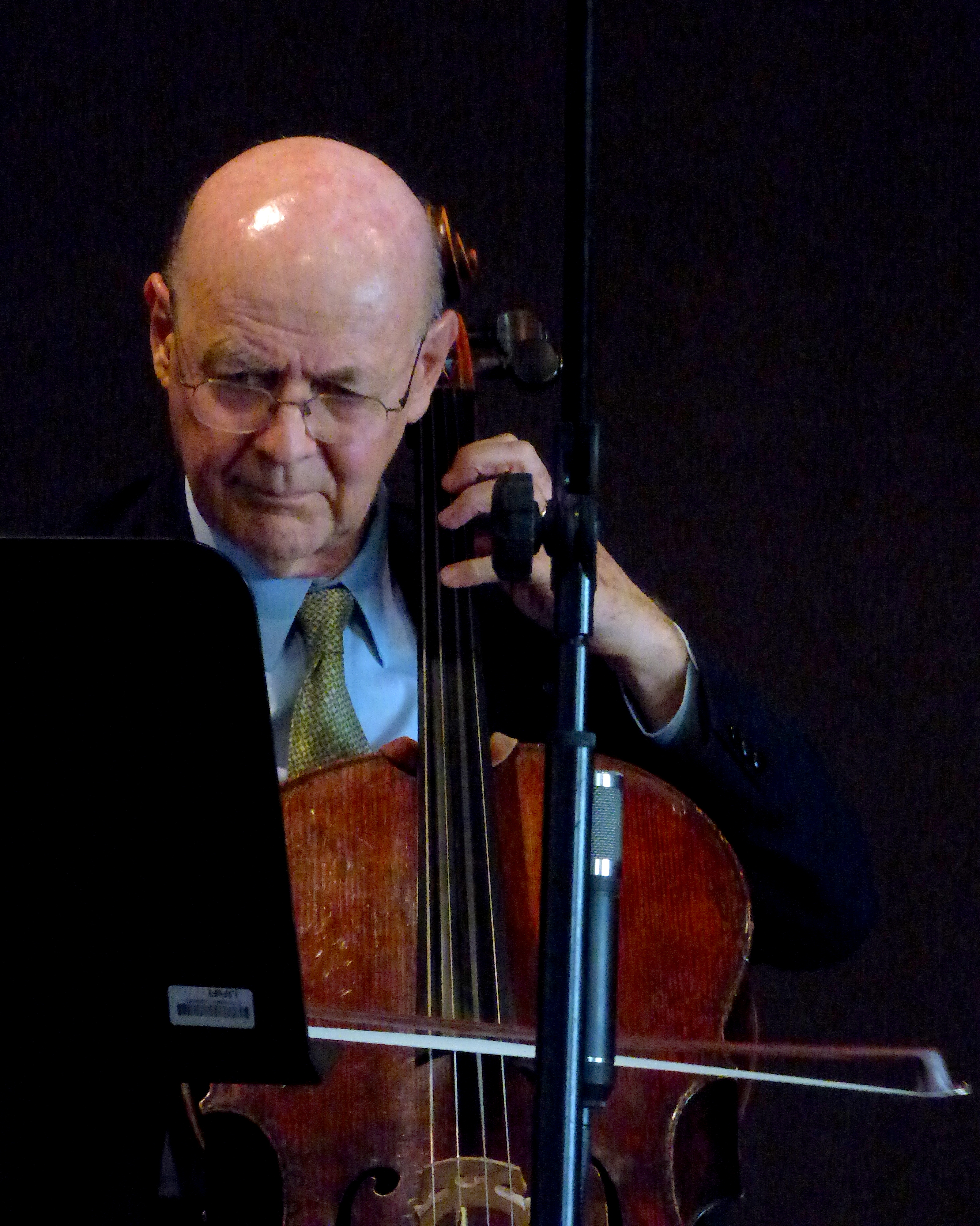
Carlos Prieto

Carlos Prieto (* 1937 in Mexiko-Stadt) ist ein mexikanischer Cellist.

## Leben und Wirken
Prieto hatte ab dem vierten Lebensjahr Cellounterricht. Sein Lehrer war Imre Hartman, später studierte er bei Pierre Fournier in Genf und bei Leonard Rose in New York. Daneben studierte er auch Ingenieurwissenschaften und Ökonomie am Massachusetts Institute of Technology.
Prieto trat mit vielen bedeutenden Orchestern in Nord- und Südamerika, Europa und Asien auf. Er spielte die Uraufführungen von mehr als fünfzig Werken, von denen ihm viele gewidmet waren von Komponisten wie Joaquín Rodrigo, Manuel Castillo, Tomás Marco und Robert Xavier Rodríguez. Während der Feierlichkeiten zum 300. Geburtstag Johann Sebastian Bachs trat er mit dessen Cellosuiten u. a. in New York, Philadelphia, Paris, Moskau, Peking, Shanghai, Neu-Delhi, Mexiko und Bogota auf.
1992 erhielt er einen Preis der Stadt Los Angeles für seinen Beitrag zur Verständigung zwischen Mexiko und den USA durch seine Musik. 1995 verlieh ihm der österreichische Botschafter in Mexiko die Mozartmedaille. Im gleichen Jahr wurde er Leiter der Stiftung des Konservatoriums von Las Rosas. 1999 wurde er zum Officier des Arts et Lettres ernannt.
Die University of Indiana ehrte ihn mit dem Eva Janzer Award und die Yale University mit der Cultural Leadership Citation. 2004 wurde er Mitglied des Fine Arts Advisory Council der University of Texas, und 2006 verlieh ihm der König von Spanien den spanischen zivilen Verdienstorden. Das Conservatorio de las Rosas und der Consejo Nacional para la Cultura y las Artes de México veranstalten alle drei Jahre den Concurso Internacional de Violonchelo Carlos Prieto.
Prieto hat mehr als achtzig Werke auf CD aufgenommen, darunter die Cellosuiten von Bach, Werke von Schostakowitsch, Saint-Saëns, Boccherini, Fauré, Tschaikowski, Kodály, Bruch, Martinů und eine elfteilige Reihe mit Kompositionen lateinamerikanischer und spanischer Musiker. Daneben verfasste er sechs Bücher über seine Erfahrungen als Weltreisender und Musiker.

## Diskographie
- The Sonatas by Dmitri Shostakovich mit Doris Stevenson, Klavier
- De Bach a Piazzolla mit Edison Quintana, Juan Luis Prieto, Jesús Castro-Balbi
- Tres Conciertos para Violoncello y Orquesta mit dem Orquesta Sinfónica de Xalapa
- Del Barroco y del Romanticismo al siglo XXI mit Edison Quintana, Juan Luis Prieto, Juan Hermida
- Sonatas y Danzas de Mexico, Werke von Manuel María Ponce, Alfonso de Elías, Silvestre Revueltas, Miguel Bernal Jiménez, Manuel Enríquez Salazar
- Conciertos para el fin del Milenio, Welturaufführung von Werken von Eugenio Toussaint, Arturo Márquez und Roberto Sierra
- A Prieto Welturaufführung von Werken von Samuel Zyman, Claudia Calderón, Xavier Montsalvatge, Juan Orrego-Salas, Alberto Villalpando und Tomas Marco, mit Jesus Castro-Balbi
- Espejos (Mirrors) mit Edison Quintana
- Ibarra – Zyman: Concerto for Cello and Orchestra mit der Philharmonia International of Mexico unter Jesús Medina und dem The National Symphony Orchestra of Mexico unter Enrique Diemecke
- Carlos Prieto, Cello, Werke von Kodály und Schostakowitsch mit dem Xalapa Symphony Orchestra unter Luis Herrera de la Fuente und Max Bruch Kol Nidre mit dem The National Symphony Orchestra of Mexico unter Enrique Diemecke
- J.S. Bach: The Suites for Cello. Suites No. 1, 2 and 3
- Le Grand Tango Werke von Astor Piazzolla, Alberto Ginastera, Heitor Villa-Lobos, Federico Ibarra, Robert Xavier Rodríguez, Manuel Enríquez Salazar mit Edison Quintana
- Sonatas & Fantasias von Robert Gerhard, Alberto Ginastera, Samuel Zyman, Gaspar Cassadó, Joaquín Rodrigo, Astor Piazzolla, mit Edison Quintana
- Azul y Verde mit Werken von Alberto Ginastera, Ricardo Lorenz, Aldemaro Romero, Gustavo Becerra-Schmidt, Jaurés Lamarque Pons, Celso Garrido Lecca und Joaquim Nin i Castellanos
- Conciertos y Chôro, Werke von Mozart Camargo Guarnieri, Federico Ibarra und Carlos Chávez
- Cello Music from Latin America Vol. I–XI

## Schriften
- Las aventuras de un violonchelo. Autobiographie. Fondo De Cultura Economica 1998, ISBN 968-16-6147-8.
Englische Ausgabe: The adventures of a cello. University of Texas Press, Austin 2006, ISBN 0-292-71322-3. (Inhalt)